# Gianfranco Iannuzzi
Pour les articles homonymes, voir Iannuzzi.
 (janvier 2021).
Gianfranco Iannuzzi, né en 1947 à Venise, est artiste numérique et directeur artistique d'expositions d'art immersives italien. Il contribue au développement de Centres d'Art Numérique créés par Culturespaces, comme les Carrières des Lumières, l'Atelier de Lumières, les Bassins de Lumières et le Bunker de Lumières, que ce soit en France ou à l’international.

## Biographie
Gianfranco Iannuzzi a commencé sa carrière en enseignant la sociologie à Venise dans les années 1970, tout en développant un intérêt pour l'image et la photographie. Dans les années 1980, il réalise ses premiers projets artistiques et photographiques, participant aux Rencontres Internationales de la Photographie d'Arles.
En 1992, dans les carrières des Baux-de-Provence, il réalise sa première exposition immersive: Femmes, Anges et Madones, un parcours musical et visuel sur l'iconographie des femmes dans l'art de la Renaissance italienne.
Dans les années suivantes, il réalise des installations numériques dans divers endroits, entre la France et l'Italie et, depuis 2010, il a entamé une collaboration avec Culturespaces - société privée opérant dans la gestion de monuments, musées et centres d’art - développant des centres d'art numérique en France et dans le monde, comme les Carrières de Lumières des Baux-de-Provence, en 2012, l'Atelier des Lumières à Paris, en 2018 et le Bunker de Lumières à Jeju, Corée du Sud, en 2018. Au sein de ceux-ci, à ce jour, il a créé des expositions d'art immersives chaque année.
Au printemps 2020, il inaugure les Bassins de Lumières, dans l'ancienne base sous-marine à Bordeaux, avec ses exposition Klimt d'or et de couleurs, créée avec ses collaborateurs Renato Gatto et Massimiliano Siccardi.